# Augustin Schoeffler Đông
Augustin Schoeffler, tên tiếng Việt là Đông, sử nhà Nguyễn gọi là Áo Tư Định, là một linh mục thuộc Hội thừa sai Paris tử vì đạo tại Việt Nam, được Giáo hội Công giáo Rôma tôn phong Hiển Thánh vào năm 1988. 
Ông sinh ngày 21 tháng 11 năm 1822 tại giáo phận Nancy Metz, Pháp, là con cả trong gia đình có sáu anh em. Ông gia nhập Hội Thừa Sai Paris và được thụ phong linh mục vào ngày 29 tháng 3 năm 1847. 
Năm 1848, ông đến Hà Nội, nhận mục vụ tại xứ Đoài (nay là Giáo phận Hưng Hóa). Tháng 3 năm 1851, ông đi giảng tĩnh tâm Mùa Chay ở xứ Bầu Nọ (nay là giáo xứ Nỗ Lực, Việt Trì, Phú Thọ) thì bị bắt cùng ba người khác. Ngày 1 tháng 5 năm 1851, ông bị xử trảm tại pháp trường Năm Mẫu (Sơn Tây). Thi thể được an táng tại chỗ, về sau được cải táng về họ Bách Lộc. 
Theo Đại Nam thực lục: 
Tân Hợi, Tự Đức năm thứ 4 [1851], ... Bắt được đạo trưởng người Tây dương là Áo Tư Định [Augustin Schoeffler Đông] (ở xã Mai Đình, tỉnh Sơn Tây) giết đi. Thưởng cho Quản cơ là Lê Quy kỷ lục 2 thứ (dò thám được việc); người bắt được là Hoàng Đức Định 300 lạng bạc. (Từ đây về sau, lệ thưởng bắt được đạo trưởng người Tây dương chuẩn cho theo như thế).

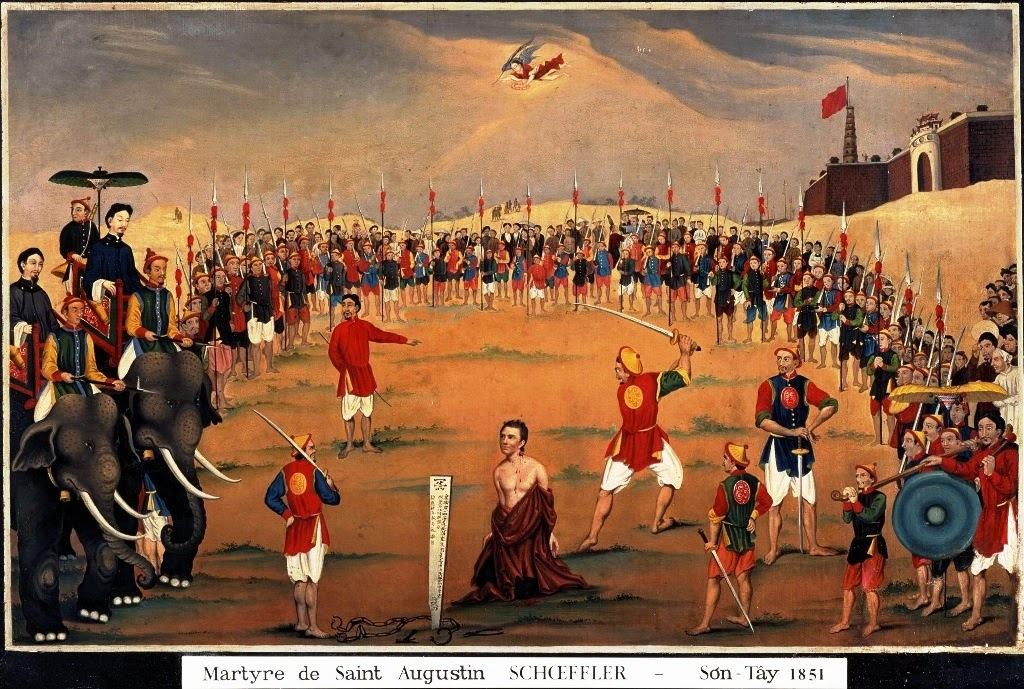
Bức hoạ cuộc tử đạo của cha Augustin Schoeffler Đông, ngày 01-05-1851 tại Sơn Tây.

Ngày 24 tháng 9 năm 1857, ông được chứng nhận là Đấng đáng kính bởi giáo hoàng Pius IX. Ngày 7 tháng 5 năm 1900, ông được phong chân phước bởi giáo hoàng Leo XIII. Ông được phong thánh bởi giáo hoàng John Paul II vào ngày 19 tháng 6 năm 1988. Ngày 10 tháng 5 năm 2009, thánh tích của ông được tìm thấy tại nhà thờ  Assumption Grotto Church, Detroit, Michigan. Đây cũng là nơi mà hậu duệ gia đình ông sống và hành lễ.